# ONU-Agua
ONU-Agua es un mecanismo inter-agencias formalmente establecido en 2003 por el Comité de Alto Nivel sobre Programas de las Naciones Unidas.

## ONU-Agua
ONU-Agua es un mecanismo agencias formalmente establecido en 2003 por el Comité de Alto Nivel sobre Programas de las Naciones Unidas.

ONU-Agua refuerza la coordinación y la coherencia entre las entidades de las Naciones Unidas que abordan cuestiones relativas a todos los aspectos del agua dulce y del saneamiento tales como los recursos hídricos superficiales y subterráneos, la interfaz entre el agua dulce y el agua del mar y las catástrofes naturales relacionadas con el agua.

Objetivo

ONU-Agua se creó para promover la coherencia y la coordinación de las iniciativas del sistema de las Naciones Unidas relacionadas con el alcance del trabajo de ONU-Agua, así como para contribuir a la puesta en práctica del programa definido en la Declaración del Milenio de 2000 y en la Cumbre Mundial sobre el Desarrollo Sostenible de 2002.

Áreas de acción

- Ordenación integrada de los recursos hídricos
- Agua potable, saneamiento y salud
- Escasez de agua
- Contaminación
- Aguas transfronterizas
- Cambio climático y gestión del riesgo de catástrofes
- Cuestiones de género y agua
- Financiación y valorización
- Desarrollo de la capacidad
- África: una región prioritaria

Organización de las Naciones Unidas

## Programas
- Programa mundial de evaluación de los recursos hídricos
- Programa conjunto OMS/UNICEF de monitoreo del abastecimiento de agua y del saneamiento
- Programa de ONU-Agua para el desarrollo de la capacidad en el marco del Decenio
- Programa de ONU-Agua sobre fomento y comunicación en el marco del Decenio

## Informes principales
- Informe sobre el desarrollo de los recursos hídricos en el mundo
- Informes del Programa conjunto OMS/UNICEF de monitoreo
- Evaluación anual mundial sobre saneamiento y agua potable

## Miembros y socios de ONU-Agua

### Miembros
- FAO - Organización de las Naciones Unidas para la Alimentación y la Agricultura
- OIEA - Organismo Internacional de Energía Atómica
- FIDA - Fondo Internacional de Desarrollo Agrícola
- ONU-CDB - Convenio sobre la Diversidad Biológica
- CNULD - Convención de las Naciones Unidas para la Lucha contra la Desertificación
- ONU-DAES - Departamento de asuntos económicos y sociales de las Naciones Unidas
- PNUD - Programa de las Naciones Unidas para el Desarrollo
- CEPA - Comisión Económica para África
- CESPAP - Comisión Económica y Social para Asia y el Pacífico
- UNESCO - Organización de las Naciones Unidas para la Educación, la Ciencia y la Cultura
- CESPAO - Comisión Económica y Social para Asia Occidental
- CEPE - Comisión Económica de las Naciones Unidas para Europa
- CEPAL - Comisión Económica para América Latina y el Caribe
- PNUMA - Programa de las Naciones Unidas para el Medio Ambiente
- UNFCCC - Convención Marco de las Naciones Unidas sobre el Cambio Climático
- ONU-HABITAT - Programa de Naciones Unidas para los Asentamientos Humanos
- ACNUR - Alto Comisionado de las Naciones Unidas para los Refugiados
- UNICEF - Fondo de las Naciones Unidas para la Infancia
- ONUDI - Organización de las Naciones Unidas para el Desarrollo Industrial
- ONU-EIRD - Estrategia Internacional de Reducción de Desastres
- UNU - Universidad de Naciones Unidas
- OMT - Organización Mundial del Turismo
- OMS - Organización Mundial de la Salud
- OMM - Organización Meteorológica Mundial
- Banco Mundial

### Socios
- Aquafedm -  The International federation of Private Water Operators
- Pacto Mundial
- GWP - Asociación Mundial para el Agua
- IAH - International Association of Hydrogeologists
- IAHS - International Association of Hydrological Sciences
- ICID - International Commission on Irrigation and Drainage
- IUCN - Unión Internacional para la Conservación de la Naturaleza
- IWA - International Water Association
- IWMI - International Water Management Institute
- PSI - Public Services International
- RAMSAR - Convenio de Ramsar
- SIWI - Stockholm International Water Institute
- UNSGAB - United Nations Secretary General's Advisory Board on Water and Sanitation
- WaterAid
- WBCSD - Consejo Empresarial Mundial para el Desarrollo Sostenible
- WSSCC - Water Supply and Sanitation Collaborative Council
- WWC - World Water Council
- WWF - Fondo Mundial para la Naturaleza